# Emerson Mauricio
Emerson Saúl Mauricio Aquino (ur. 27 sierpnia 2002) – salwadorski piłkarz występujący na pozycji napastnika, reprezentant Salwadoru, od 2021 roku zawodnik Alianzy.